# Aeroportul Dianopolis
Aeroportul Dianopolis (IATA: DNO, ICAO: SWDN) este un aeroport din Tocantins, Região Norte do Brasil⁠(d), Brazilia ce deservește zona Dianópolis. A fost numit după zona deservită.
Situat la o altitudine de 730 m, aeroportul dispune de 1 pistă.

## Infrastructură

### Piste
Aeroportul dispune de o singură pistă. Pista 10/28 are suprafața de asfalt și dimensiunile 1.270 m × 30 m. 